# حرب الاستقلال اليونانية
حرب الاستقلال اليونانية (باليونانية:Ελληνική Επανάσταση، إللينكي إباناستاسي أي الثورة اليونانية ، بالعثمانية:يونان عصياني) هي حرب استقلال شنها الثوار اليونانيون ضد الإمبراطورية العثمانية بين عامي 1821 و1832م وقد أفضت تلك الحرب لتأسيس المملكة اليونانية. تلقى اليونانيون العون لاحقا من قبل الإمبراطورية الروسية وبريطانيا العظمى ومملكة فرنسا والعديد من الدول الأوروبية الأخرى، في حين تمت نصرة العثمانيين من الأيالات العثمانية التابعة لها، مثل مصر وايالة الجزائر وطرابلس وبايلك تونس.
كانت أكثر أراضي اليونان قد وقعت تحت الحكم العثماني حتى قبل عدة عقود من سقوط القسطنطينية عام 1453. خلال هذا الوقت، تمرد اليونانيون عدة مرات لنيل استقلالهم من الحكم العثماني. في عام 1814، تأسست منظمة سرية تدعى فيليكي إيتيرا أو جمعية الأصدقاء (باليونانية: Φιλική Εταιρεία)‏ بهدف تحرير اليونان. خططت هذه المنظمة لإطلاق الثورات في بيلوبونيز والإمارات الدانوبية، وكذلك في القسطنطينية والمناطق المحيطة بها. بدأت أولى هذه الثورات يوم 6 مارس 1821 في إمارات الدانوب، ولكن العثمانيين أخمدوها بسرعة. حثت الأحداث في الشمال اليونانيين في البيلوبونيز على حمل السلاح وأعلن المانيوت الحرب على العثمانيين في 17 مارس 1821. وكان هذا الإعلان بداية سلسلة من المعارك الثورية في المناطق الأخرى ضد الإمبراطورية العثمانية.
وبحلول نهاية الشهر، دخل إقليم بيلوبونيز في ثورة ضد الأتراك، واحتل اليونانيون بقيادة ثيودوروس كولوكوترونيس مدينة تريبوليتسا بحلول أكتوبر من العام. ولم يمض وقت حتى أعقبت ثورة البيلوبونيز عدة ثورات في كريت ومقدونيا واليونان الوسطى، وسرعان ما تم قمعها. وفي الوقت نفسه، كانت البحرية اليونانية المؤقتة تحقق الانتصارات ضد البحرية العثمانية في بحر إيجة وتمنع التعزيزات العثمانية من الوصول عن طريق البحر.
تطور التوتر بين الفصائل اليونانية المختلفة، مما أدى إلى قيام حربين أهليتين متتاليتين. في هذه الأثناء، كان السلطان العثماني يتفاوض مع محمد علي باشا والي مصر، والذي وافق على إرسال ابنه إبراهيم باشا إلى اليونان مع الجيش لقمع التمرد مقابل مكاسب إقليمية. حطّ إبراهيم في البيلوبونيز في فبراير 1825، وحقق انتصارات فورية: بحلول نهاية العام 1825، أصبح معظم البيلوبونيز تحت السيطرة المصرية، وسقطت مدينة ميسولونغي في أبريل 1826 بعد حصار تركي استمر لعام كامل. ورغم أن إبراهيم تعرض للهزيمة في ماني، فقد قد نجح في قمع الثورة في أغلب البيلوبونيز، وتمت استعادة أثينا.
بعد سنوات من المفاوضات، قررت القوى العظمى الثلاثة، روسيا وبريطانيا وفرنسا، التدخل في الصراع وأرسلت كل أمة قوتها البحرية إلى اليونان. وما إن وصلت الأنباء أن الأساطيل العثمانية المصرية المشتركة كانت في طريقها لمهاجمة جزيرة هيدرا اليونانية، قام أسطول التحالف باعتراض الأسطول العثماني المصري في نافارين. بدأت المعركة بعد أن ظل الطرفين متواجهين دون قتال لمدة أسبوع، وانتهت بتدمير الأسطول العثماني المصري. بحلول العام 1828 انسحب الجيش المصري تحت ضغط من قوة التدخل السريع الفرنسية التي استسلم أمامها الحاميات العثمانية في بيلوبونيز، بينما هاجم اليونانيون إلى الجزء الذي يسيطر عليه العثمانيون من وسط اليونان. وبعد سنوات من المفاوضات، تم الاعتراف باليونان كدولة مستقلة في معاهدة القسطنطينية في مايو 1832.
يحتفل الثورة من قبل الدولة اليونانية الحديثة كيوم وطني يوم 25 مارس.

## الخلفية

### الحكم العثماني
شكّل سقوط القسطنطينية في 29 مايو 1453 وما تلاه من سقوط للولايات التي خلفت الإمبراطورية البيزنطية نهاية السيادة البيزنطية. بعد ذلك، حكمت الإمبراطورية العثمانية البلقان والأناضول (آسيا الصغرى)، مع بعض الاستثناءات. مُنح المسيحيون الأرثوذكس بعض الحقوق السياسية في ظل الحكم العثماني، إلا أنهم كانوا يُعتبرون رعايا بمكانة أدنى. أطلق الأتراك على معظم اليونانيين اسم رعايا، وهو اسم يشير إلى الكتلة الكبيرة من الرعايا غير المسلمين الذين يعيشون في ظل الطبقة الحاكمة العثمانية.
في تلك الأثناء، بدأ المثقفون والإنسانيون اليونانيون، الذين كانوا قد هاجروا غربًا قبل الغزوات العثمانية أو خلالها، مثل ديميتريوس تشالكوكونديليس وليوناردوس فيلاراس، بالدعوة إلى تحرير وطنهم. دعا ديميتريوس تشالكوكونديليس البندقية و«جميع اللاتينيين» إلى مساعدة الإغريق ضد «الأتراك البربريين البغيضين والمتوحشين وغير الأتقياء». إلا أن اليونان بقيت تحت الحكم العثماني لعدة قرون أخرى.
لم تكن الثورة اليونانية حدثًا منعزلًا، إذ وقعت العديد من المحاولات الفاشلة لاستعادة الاستقلال على امتداد تاريخ العهد العثماني. طوال القرن السابع عشر، كانت هناك مقاومة كبيرة للعثمانيين في المورة وأماكن أخرى، كما يتضح من الثورات التي قادها الفيلسوف ديونيسيوس. وفي أعقاب الحرب المورية، خضع البيلوبونيز للحكم جمهورية البندقية لمدة 30 عامًا، وبقيت تشهد اضطرابات منذ ذلك الحين وطوال القرن السابع عشر، حيث تضاعف عدد مجموعات الكليفت.
كانت ثورة أورلوف التي رعتها روسيا في سبعينيات القرن الثامن عشر الانتفاضة الكبرى الأولى، والتي سحقها العثمانيون بعد أن حققت نجاحًا محدودًا. بعد سحق الانتفاضة، دمر الألبان المسلمون العديد من المناطق في البر الرئيسي لليونان. إلا أن سكان شبه جزيرة ماني واصلوا مقاومتهم للحكم العثماني، وهزموا العديد من الغزوات العثمانية لإقليمهم، وقد كان أشهرها غزو عام 1770. خلال الحرب الروسية التركية الثانية، مولت الجالية اليونانية في ترييستي أسطولًا صغيرًا تحت قيادة لامبروس كاتسونيس، الذي كان مصدر إزعاج للبحرية العثمانية، وبرز خلال الحرب الكليفت والأرماتولوي (مقاتلو حرب عصابات في المناطق الجبلية) من جديد.
في الوقت نفسه، تمتع عدد من اليونانيين بمكانة متميزة في الدولة العثمانية بصفتهم أعضاء في البيروقراطية العثمانية. سيطر اليونانيون على شؤون الكنيسة الأرثوذكسية عبر بطريركية القسطنطينية المسكونية، إذ كان معظم رجال الدين في الكنيسة الأرثوذكسية من أصل يوناني. وهكذا، ونتيجة لنظام الملة العثماني، كان التسلسل الهرمي للبطريركية الذين يسيطر عليه اليونانيون يتمتع بسيطرة على الرعايا الأرثوذكس للإمبراطورية (ملة الروم).
لعبت الكنيسة الأرثوذكسية اليونانية دورًا محوريًا في الحفاظ على الهوية الوطنية وتطوير المجتمع اليوناني وعودة القومية اليونانية. منذ أوائل القرن الثامن عشر فصاعدًا، نال أعضاء من العائلات اليونانية البارزة في القسطنطينية، التي عُرفت بيونان الفنار (على اسم حي الفنار في المدينة)، بسيطرة واسعة على السياسة الخارجية العثمانية وأيضًا على البيروقراطية بأكملها في نهاية المطاف.

#### الكليفت والأرماتولوي
في أوقات ضعف السلطة المركزية عسكريًا، بات ريف البلقان موبوءًا بمجموعات من قطاع الطرق الذين كانوا يسمون «الكليفت» (باليونانية: κλέφτες)‏ (الكلمة اليونانية المرادفة لكلمة حاجدوك) والذين استهدفوا المسلمين والمسيحيين على حد سواء. وبتحديهم للحكم العثماني، حظي الكليفت بإعجاب كبير وبمكانة مهمة في التقاليد الشعبية.
ردًا على هجمات الكليفت، جنّد العثمانيون المجموعات الأكثر مقدرة من بين تلك المجموعات، وتعاقدوا مع ميليشيات مسيحية، عُرفت باسم «أرماتولوي»، بهدف تأمين المناطق التي كانت مهددة، ولا سيما الممرات الجبلية. وسُميت المنطقة التي كانت واقعة تحت سيطرتهم «أرماتوليك»، وأقيمت أقدم منطقة معروفة في أغرافا خلال عهد السلطان مراد الثاني (حكم بين عامي 1421-1451). لم يكن التمييز بين الكيلفت والأرماتولوي واضحًا، إذ عادة ما انضم الأرماتولوي إلى الكليفت لتحصيل المزيد من الفوائد من السلطات، فيما على العكس من ذلك ستعيَّن في وقت لاحق مجموعة أخرى من الكليفت في الأرماتولوي لمواجهة أسلافهم.
وعلى الرغم من ذلك، شكل الكليفت والأرماتولوي نخبة إقليمية، ولو أنها لم تكن طبقة اجتماعية، حُشد أعضاؤها تحت هدف مشترك. مع التحول التدريجي لمكانة الأرماتولوي إلى مكانة تكتسب بالوراثة، اعتنى بعض القادة بالأرماتوليك التابعة لهم كملكية شخصية. وحازوا سلطة كبيرة واندمجوا في شبكة العلاقات الزبائنية التي شكلت الإدارة العثمانية. تمكن بعضهم من فرض سيطرة حصرية على الأرماتوليك التابع لهم، مما أجبر مقر الباب العالي على القيام بمحاولات متكررة، وإن كانت غير ناجحة، للقضاء عليهم.
في الوقت الذي اندلعت فيه حرب الاستقلال، كان بالإمكان تتبع الأرماتولوي القوية في روميلي وثيساليا وإبيروس وجنوب مقدونيا. وبالنسبة للزعيم والكاتب الثوري يانيس ماكريانيس، لعب الكليفت والأرماتولوي، بصفتهما القوتين العسكريتين الوحيدتين المتاحتين إلى جانب اليونانيين، دورًا حاسمًا في الثورة اليونانية إلى درجة أنه أشار إليهما باسم «خميرة الحرية».

### عصر التنوير والحركة الوطنية اليونانية

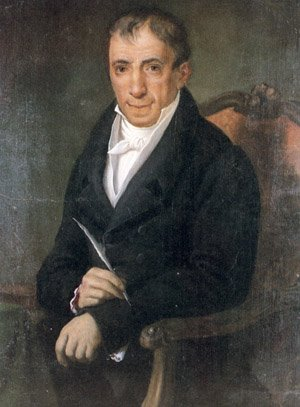
أدامانتيوس كوريس

نظرًا إلى التطورات الاقتصادية داخل وخارج الإمبراطورية العثمانية في القرن الثامن عشر، أصبح التجار والبحارة اليونانيون أثرياء وجنوا الثروة اللازمة لتأسيس المدارس والمكتبات، ولدفع تكاليف الشباب اليوناني للدراسة في جامعات أوروبا الغربية. واحتكوا هناك بالأفكار الراديكالية للتنوير الأوروبي والثورة الفرنسية والقومية الرومانسية. وحاول أعضاء متعلمون ومؤثرون من الشتات اليوناني الكبير، مثل أدامانتيوس كوريس وأنثيموس غازيس، نقل هذه الأفكار إلى اليونانيين بهدف مزدوج هو رفع مستواهم التعليمي وتقوية هويتهم الوطنية في الآن نفسه. وقد تحقق ذلك من خلال نشر الكتب والنشرات وغيرها من الكتابات باللغة اليونانية، في عملية وُصفت بأنها عصر التنوير اليوناني الحديث (باليونانية: Διαφωτισμός)‏.
كانت الحروب الروسية التركية خلال القرن الثامن عشر حاسمة في تطوير الفكرة القومية اليونانية. وكان بطرس الأكبر قد تصور تفكك الإمبراطورية وإعادة تأسيس إمبراطورية بيزنطية جديدة مع إمبراطور أرثوذكسي. وشكلت حملة نهر بروت التي قادها سابقة بالنسبة لليونانيين، حين ناشد بطرس المسيحيين الأرثوذكس الانضمام إلى الروس والنهوض ضد الأتراك للقتال من أجل «الإيمان والوطن». دفعت الحروب الروسية التركية التي شنتها كاترين الثانية (1762-1796) باليونانيين إلى التفكير في تحررهم بمساعدة من روسيا. وحُرضت حركة للاستقلال في بيلوبونيز (موريا) من قبل عملاء روس في عام 1769، وساعد أسطول يوناني بقيادة لامبروس كاتسونيس الأسطول الروسي في حرب أعوام 1788-1792. لم تنجح الثورات اليونانية في القرن الثامن عشر، إلا أنها كانت أوسع امتدادًا بكثير من ثورات القرون السابقة، وأعلنت عن مبادرات لثورة وطنية.
نمت القومية الثورية في جميع أنحاء أوروبا (بما في ذلك البلقان) خلال القرنين الثامن عشر والتاسع عشر نظرًا إلى تأثير الثورة الفرنسية. مع تراجع قوة الإمبراطورية العثمانية، بدأت القومية اليونانية تؤكد نفسها. كان ريجاس فيرايوس أكثر الكتاب والمفكرين اليونانيين تأثيرًا. تأثر ريجاس بعمق بالثورة الفرنسية، وكان أول من تصور ونظم حركة وطنية شاملة تهدف إلى تحرير جميع أمم البلقان، من بينهم أتراك ذلك الإقليم، وإقامة «جمهورية البلقان». وبعد أن اعتُقل من قبل المسؤولين النمساويين في تريستي عام 1797، سُلم إلى المسؤولين العثمانيين ونُقل إلى بلغراد مع شركائه في المؤامرة. وخُنقوا جميعًا حتى الموت في يونيو من عام 1798 وألقيت جثثهم في الدانوب. ألهب موت ريجاس القومية اليونانية، وتُرجمت قصيدته القومية، ال«ثوريوس» (أغنية الحرب)، إلى عدد من لغات أوروبا الغربية وفي وقت لاحق إلى لغات بلقانية، وكانت بمثابة صرخة حاشدة لليونانيين ضد الحكم العثماني.

## بداية الحرب
اندلعت شرارة الحرب في شهر آذار/مارس عام 1821 عندما قام أليكساندروس إبسيلانتيس زعيم الفيليكي إتيريا بعبور نهر بروت اتجاه مولدوفا الرومانية والتي كانت حينها مقاطعة عثمانية، وكانت برفقته فرقة صغيرة من 4.500 محارب يوناني. وكان أليكساندروس يأمل بأن تحض تحركاته الريفيين الرومانيين للتمرد على الأتراك، ولكن بدلا من ذلك قام الرومانيون بمهاجمة الأثرياء من بني جلدتهم فاضطر ألكسندروس ورجاله للفرار سريعاً من أمام وجه العثمانيين.

العلم الأول الذي تبنته الثورة والمرتبط بعائلة كولوكوترونيس

ولكن في نفس تلك الفترة انتفض اليونانيين ضد الحكم التركي في شبه جزيرة بيلوبونيز والتي تشكل جزء كبير من مساحة البلاد، كذلك امتدت الثورة إلى عدة جزر يونانية، وعندما وصلت أنباء الثورة إلى السلطان أمر بشنق بطريرك القسطنطينية الأرثوذكسي غريغوريوس الخامس المقيم في أسطنبول بعد أن اتهمه بالفشل بضبط المسيحيين اليونانيين في طاعة السلطات العثمانية، وذلك بحسب المهمة التي كان من المفترض أن ينفذها، وتم ذلك مباشرة بعد احتفال البطريرك بقداس عيد الفصح عام 1821 وأعدم وهو مرتدٍ كمال زيه الديني، وإكراماً لذكراه تم إغلاق بوابة المجمع البطريركي منذ ذلك الحين وحتى يومنا هذا.

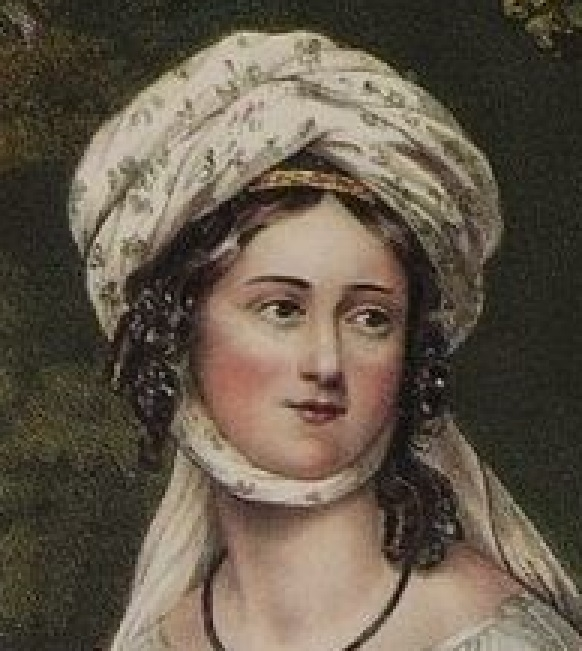
لاسكارينا بوبولينا المرأة التي غيرت مجرى الحرب

التفّت بعدها مجموعة من يونانيي إسطنبول حول البطريرك الجديد في إدانة التمرد، وفي تاريخ 25 آذار/مارس 1821 (يوم عيد الاستقلال في اليونان)، قام جيرمانوس مطران باتراس برفع علم الثورة في دير آيا لافرا بالقرب من كالافريتا هاتفاً «الحرية أو الموت»، لتصبح كلماته تلك الشعار الذي تبناه الثوار في السنين اللاحقة.
بدأت حدة المعارك تتصاعد شيئاً فشيئاً متسببةً بمجازر من قبل الطرفين، ففي جزيرة شيوس قتل العثمانيون 25.000 يوناني، بينما قتل اليونانيون 15.000 من الأربعين ألف تركي المقيمين في شبه جزير بيلوبونيس.

### بطلة قومية
وفي 13 آذار/مارس عام 1821 بعد اثنا عشر يوماً من بدء حرب الاستقلال، رفع أول علم رسمي للثورة فوق جزيرة سبيتسيس بيد لاسكارينا بوبولينا المترملة مرتين وأم لسبع أولاد والتي كانت فائقة الثراء واشتملت أملاكها على الكثير من السفن، وفي 3 نيسان/أبريل من نفس العام أعلنت جزيرة سيبتسيس ثورتها تبعتها جزيرة هيدرا وجزيرة بسارا لتجمع الجزر الثلاث قوةً اشتملت على 300 سفينة.
بعد ذلك قامت بوبولينا بأخذ ثمان من سفنها لتنضم إلى القوى اليونانية الأخرى في حصار نافبليو المدينة الساحلية الحصينة في شبه جزيرة بيلوبونيس، ولكنها عادت فهاجمت مونيمفاسيا وساهمت في حصار بيلوس وتمكنت بعدها من توفير وجلب المؤن للثوار عبر البحر لإكمال حصارهم لنافبليو حتى سقوطها. تعتبر لاسكارينا بوبولينا بسبب إسهاماتها تلك في الثورة بطلة قومية في اليونان فهي واحدة من أوائل النساء التي لعبن دوراً محورياً في مسيرة ثورة الاستقلال، وبحسب رأي العديد من المؤرخين فأنه لولا بوبولينا ولولا سفنها لما تمكنت اليونان من نيل استقلالها أبداً، ولكن ما يجهله الكثيرون حول لاسكارينا بوبولينا أنها كانت من أصول ألبانية.

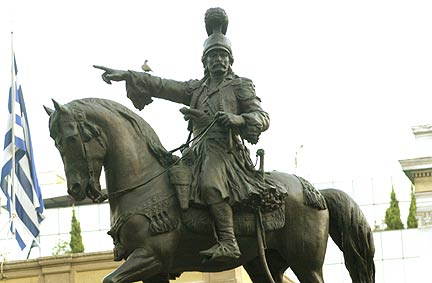
تمثال فارس لذكرى ثيودوروس كولوكوترونيس في نافبليو-اليونان

### إعلان الاستقلال
وفي غضون عام تمكن الثوار من إحكام قبضتهم على بيلوبونيز تحت قيادة ثيودوروس كولوكوترونيس، وفي شهر كانون الثاني/يناير عام 1822 أعلنوا استقلال اليونان وتم انتخاب أليكساندروس مافروكورداتوس رئيساً للبلاد.
وبعد أربعة أشهر بتاريخ 26 نيسان/أبريل هاجم اليونانيون أثينا ففر الأتراك المقيمين فيها إلى الأكروبوليس، وفي شهر آب/أغسطس وصلت قوة عثمانية لتنجدهم ولكن الثوار تمكنوا من محاصرتها في شهر حزيران/يونيو، وبعد أن وعدوا الأتراك المحاصرين بتأمين ممر آمن لهم قام اليونانيون بقتلهم.
حاول بعدها العثمانيون غزوا شبه جزيرة بيلوبونيز عدة مرات بين عامي 1822 و1824 ولكن جميع محاولاتهم كانت تبوءُ بالفشل.

## الحرب الأهلية
بدأت الخلافات الداخلية تتفاقم في صفوف الثوار مما حال دون تمكنهم من بسط سيطرتهم على باقي الأراضي اليونانية وأيضاً من إحكام سلطتهم على شبه جزيرة بيلوبونيز. وفي عام 1823 تحولت تلك الخلافات لحرب أهلية فيما بين اليونانيين أنفسهم، فمن جهة كان هناك ثيودوروس كولوكوترونيس ورجاله، ومن جهة أخرى جيوروجيوس كونتوريوتيس وأنصاره وقد كان هذا الأخير رأس الحكومة التي شكلت في كانون الثاني/يناير عام 1822، ولكنه أجبر على الفرار إلى جزية هيدرا في شهر كانون الأول/ديسمبر من نفس العام.
وبعد نشوب حربٍ أهلية ثانية عام 1824 ثبت كونتوريوتيس بقوة مركزه قائداً لليونانيين، ولكن وصول القوات المصرية بقيادة إبراهيم باشا لمساعدة الأتراك عام 1825 شكل خطراً كبيراً على حكومة كونتوربوتيس وعلى الثورة بأكملها.

## الفلهيلينية

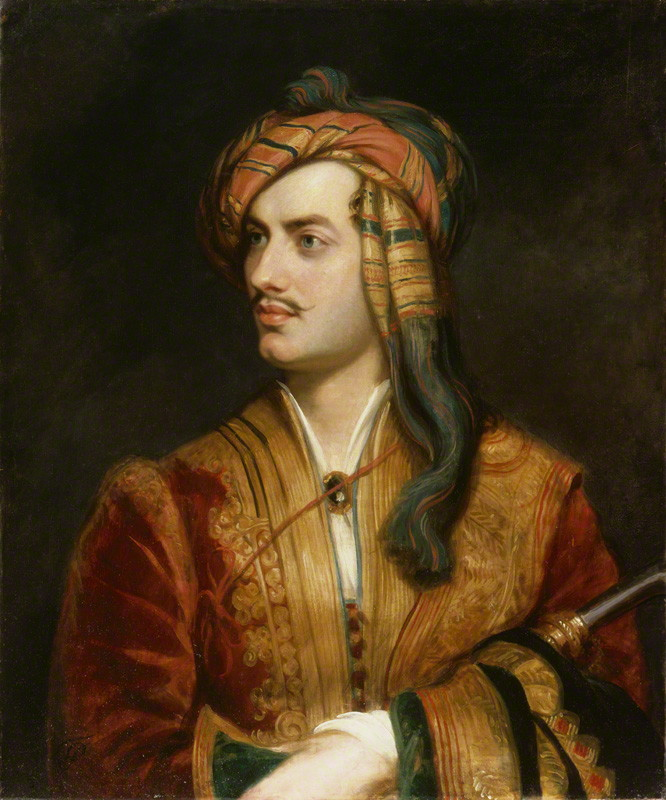
الشاعر البريطاني لورد بايرون كان من الفلهيلينيين الذين حاربوا في سبيل استقلال اليونان

الفلهيلينية أو «محبة الإغريق» هي حركة ظهرت في بعض المدن الأوروبية في القرن التاسع عشر بين مثقفين وأدباء وشعراء آمنوا بحق الشعب اليوناني بالحرية والتحرر من قبضة الاحتلال العثماني، وكان من بين أبرز رواد هذه الحركة الشاعر البريطاني لورد بايرون. حيث اعتنق بايرون قضية اليونانيين وأثر في الكثيرين في سبيل خدمتها بل أنه قام بنفسه بحمل السلاح والانخراط في صفوف الثوار، كما أنضم أيضاً للفيلهيلينيين العديد من الأرستقراطيين الأوربيين والأثرياء الأمريكان.
قام هؤلاء بتقديم الكفاح اليوناني ضد العثمانيين للعالم كحرب بين المُثل العليا لليونان العريقة وبين الأتراك القساة، الذين غزوا وقمعوا أحفاد بيركلس وسقراط وأفلاطون. وقام العديد من الفلهيلينيين بالسير على خطا بايرون بالانضمام للثورة، وأصبحوا فيها قادة وأبطال شعبيين. حارب بعضهم بحماس في سبيل النهوض بيونانٍ حديثة، في حين أصيب الكثير منهم بخيبة أمل عندما اكتشفوا الجانب المظلم لقسم من سادة الحرب اليونانيين والذين كان همهم الأول مجدهم الشخصي وجمع النقود، فقد كانوا في حقيقة الأمر مجموعة من القراصنة وقطاع الطرق إلا أنهم صوروا في الأساطير الشعبية كأبطال غيورين على تراب الوطن.
عام 1823 وصل لورد بايرون إلى ميسولونغي ليساهم في المعارك في صف المقاومة، ولكنه مات بعدها بثلاثة شهور ليس بالطريقة الرومانسية التي كان ينشدها في قصائده بل بسبب المرض.
كان لمؤلفات بايرون الأدبية ولأعمال بوجين دولاكروا الفنية الأثر الكبير على الرأي العام الأوروبي، كما أن موت لورد بايرون سبب تعاطفاً واسعاً من قبل الغربيين مع القضية اليونانية.

## تدويل الحرب

علم ماني وقد كتب عليه باليونانية «النصر أو الموت»

انحصرت الحرب منذ بدايتها وحتى عام 1825 بين العثمانيين واليونانيين، ولكنها شهدت تغيراً دراماتيكياً في سير أحداثها عندما طلب السلطان محمود الثاني المساعدة من محمد علي أقوى ولاته والذي كان قد جعل من مصر قوة تنافس سلطة العثمانيين أنفسهم. استجاب محمد علي لطلب محمود الثاني وأرسل أسطوله البحري بقيادة ابنه إبراهيم باشا لقمع الثورة اليونانية وفي نفسه الرغبة بأن يحصل في مقابل ذلك على حكم الشام كجائزة له من السلطان.

### التدخل المصري
تحت إمرة إبراهيم باشا، باشرت القوات المصرية بغزو اليونان؛ حيث حطت سفنهم في ميثوني وأسقطت مدينة كالاماتا وسوتها مع الأرض، ومع كل التشويش والفوضى التي عمت في المعسكر اليوناني تمكن الجيش المصري من وضع يده على بيلوبونيز، وبعد مقاومة اليونانيين سقطت ميسولونغي أمام جيشه في نيسان/أبريل 1826، بعد ذلك حاول إبراهيم باشا اجتياح نافبليو ولكنه لم يتمكن من نيل مبتغاه فيها، في غضون ذلك كانت القوات المصرية قد تمكنت من اكتساح الريف اليوناني، عندها حول إبراهيم باشا انتباهه للمكان الوحيد الذي كان لا يزال حراً في شبه جزيرة المورة (البيلوبونيز) وهو شبه جزيرة ماني.

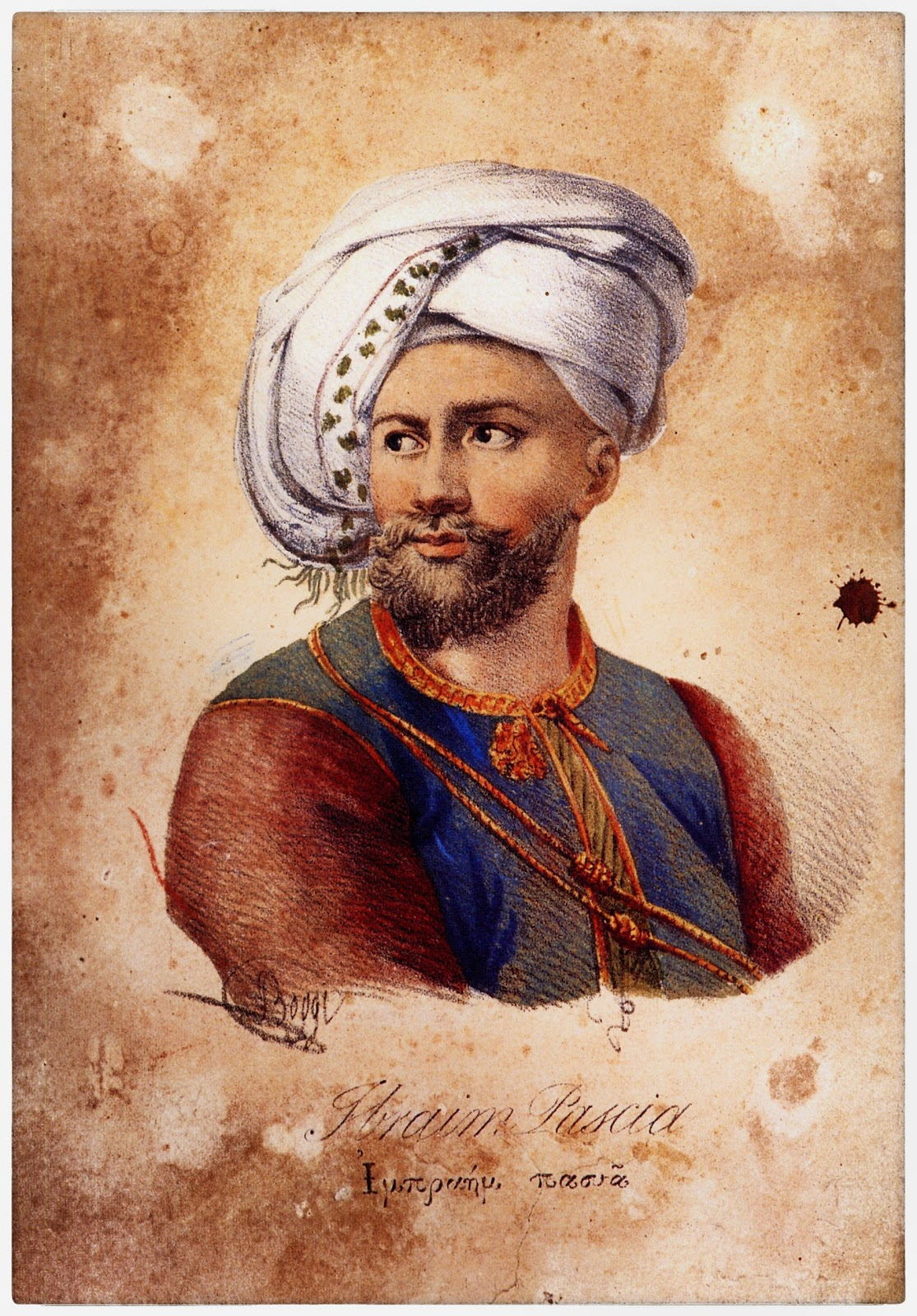
القائد المصري إبراهيم باشا قائد حملة محمد علي على اليونان

قام إبراهيم باشا بإرسال مبعوث منه لأهالي ماني يطالبهم بالاستسلام والخضوع لمشيئة السلطان، وإن رفضوا فإنه سيقوم بتدمير أرضهم، ولكن بدلاً من الاستسلام أرسل المانويين له جوابهم التالي:
| ” | من يونانيي ماني وبقية اليونانيين المقيمين فيها إلى إبراهيم باشا. لقد تلقينا رسالتك التي حاولت فيها بث الرعب والخوف في نفوسنا قائلاً إنه إن لم نستسلم لك فسوف تقوم بقتل المانويين ونهب ماني، من أجل هذا فها نحن هاهنا ننتظرك وننتظر جيشك. نحن سكان ماني نوقع وننتظرك. | “ |

حاول إبراهيم باشا غزو ماني من جهة الشمال الشرقي قرب ألميرو بتاريخ 21 حزيران/يونيو 1826، ولكنه أجبر على التوقف أمام التحصينات المنيعة التي كانت تنتظره في فيرجاس. وهكذا تمكن جيش ماني المؤلف من 2000 مانوي و500 لاجئ يوناني من أنحاء أخرى من صد قوات محمد علي التي ضمت 7000 محارب. حاول إبراهيم باشا اجتياح ماني مجدداً ولكن المانويين تمكنوا من هزيمته مرة أخرى، وقام المانويون بملاحقة جيشه حتى كالاماتا قبل أن يعودوا إلى فيرجاس. كانت تلك المعركة مكلفة جداً لإبراهيم باشا ليس فقط من حيث تكبده خسائر بشرية وصلت لألفين وخمسمائة رجل ولكن لإحباطها خطته بغزو ماني من الشمال، حاول إبراهيم باشا مراراً معاودة غزو ماني ولكنه كان يخفق في كل مرة، وكانت قواته تعاني من خسائر أكثر من تلك التي كانت تحدثها في صفوف اليونانيين.
أما الحصيلة العامة لحملة إبراهيم باشا فقد نجحت القوات المصرية في منح العثمانيين كل ما سيطرت عليه من: شبه جزيرة بيلوبونيس، وميسولونغي، وأثينا في آب/أغسطس 1826، وأكروبوليس في حزيران/يونيو 1827، وهكذا عادت معظم أجزاء اليونان لسلطة العثمانيين بفضل جيش محمد علي.

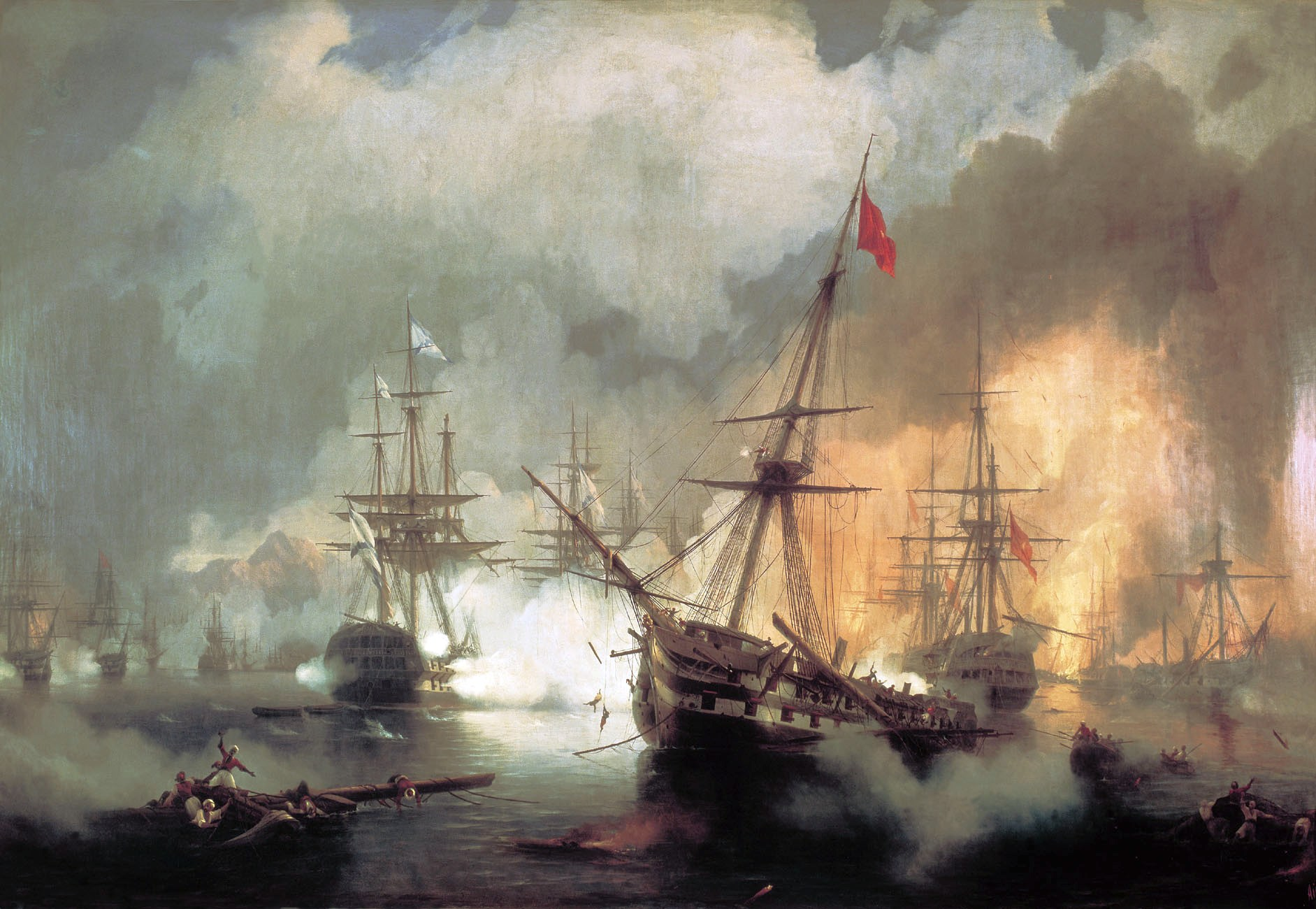
الأسطول المصري في معركة نافارين للرسام الروسي إيفان إيفازوفسكي

### التدخل الأوروبي
أنقذ التدخل الدولي الثورة اليونانية، حيث كانت الدول الأوروبية الكبرى قد قررت ضرورة إقامة دولة يونانية مستقلة، فجمعت اتفاقية لندن (6 تمز/يوليو1827) بين المملكة المتحدة وروسيا وفرنسا في بعث رسالة للعثمانيين مفادها أن تلك الدول تود التدخل بشكل سلمي لتلعب دور الوسيط بين إسطنبول واليونانيين لحل هذه الأزمة.
وكعلامة لإظهار جديتهم قامت كل من بريطانيا وفرنسا وروسيا بإرسال أساطيل حربية قرب سواحل اليونان، ولكن العثمانيون رفضوا التدخل الأجنبي فيما اعتبروه شأن داخلي للسلطنة العثمانية، فقامت أساطيل الحلفاء بتدمير الأسطول المصري والعثماني والجزائري في خليج نافارين في ما عُرف بمعركة نافارين بتاريخ 20 تشرين الأول/أكتوبر 1827، ومن الممكن اليوم رؤية بقايا السفن الحربية في قاع الخليج. ومع أن معركة نافارين سببت العجز للقوات العثمانية إلا أن الحرب استمرت بعدها، وتعقدت أمورها مع نشوب الحرب الروسية التركية بين عامي (1828 و1829).

## فترة ما بعد الحرب وتأسيس المملكة اليونانية

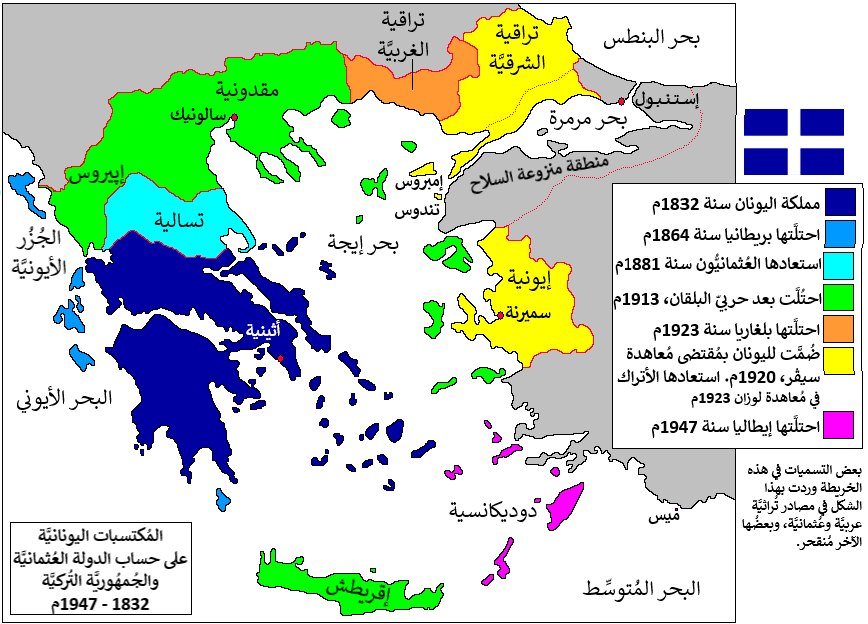
تشكل الدولة اليونانية منذ قيام المملكة عام 1832 وحتى عام 1947

عام 1828 انتخبت الجمعية الوطنية في ترويزين الكونت إيوانيس كابوديسترياس من كورفو كأول حاكم لليونان بعد أن أخرج الجيش المصري-التركي بشكل دائم من شبه جزيرة بيلوبونيس، وكان اليونانيون قد أعلنوا دولتهم كجمهورية.
ولكن في وقت لاحق وُقِّع اتفاق يوناني-تركي محسوم من قبل القوى الأوروبية يقر بقيام مملكة اليونان المستقلة تحت حماية أوروبية وذلك بموافقة السلطان العثماني. وقع ذلك الاتفاق بتاريخ 21 تموز/يوليو 1832 بحضور المبعوث البريطاني السير سترادفورد كانينغ وممثلي بقية الدول الكبرى وسمي (معاهدة القسطنطينية)، خطت بموجب هذه المعاهدة حدود المملكة اليونانية مع السلطنة العثمانية، حيث امتدت الحدود الشمالية كخط وهمي من آرتا إلى فولوس، وأعيد التأكيد عليها في بروتوكول لندن بتاريخ 30 آب/أغسطس 1832 الذي وُضِعَ من قبل الدول العظمى وصُدِّقَ فيه على ترتيب القسطنطينية. ودفع للأتراك مبلغ 40.000.000 ليرة عثمانية كتعويض لهم عن خسارة الأرض اليونانية.

### ملك اليونان
بتاريخ 31 آذار/مارس 1833 انسحبت القوات التركية من المواقع التي احتلتها في الأكروبوليس. وبعد أربع سنين من انتخابه كرئيس للجمهورية اغتيل الرئيس كابوديسترياس في مدينة نافبليو العاصمة الجديدة للبلاد.
بعد مضي عام على ذلك اختارت كل من بريطانيا وفرنسا وروسيا الأمير أوتو ابن لودفيغ الأول ملك بافاريا ليكون أول ملك على اليونان، وكان لا يزال حينها في السابعة عشر من عمره.
عام 1834 انتقلت العاصمة إلى أثينا والتي كانت حينها مدينة لعشرة آلاف نسمة، وفي عام 1837 افتتحت جامعة أثينا. أجبر الملك أوتو من قبل العسكر على قبول دستور للمملكة عام 1843. وفي عام 1862 خلعه الجيش عن العرش ونفي مع زوجته أميليا ليستبدل في العام التالي بأمير دانمركي هو كريستيان ويليام فرديناند أدولفوس جورج، الذي أصبح جورج الأول ملك اليونان. وفي عام 1864 تخلت بريطانيا عن الجزر الأيونية لصالح المملكة اليونانية.

## وصلات خارجية
- خارطة حرب استقلال اليونان
- خارطة تشكيل اليونان